# Rachele Bianchi
Rachele Bianchi (Milano, 22 settembre 1925 – Milano, 23 settembre 2018) è stata una scultrice e disegnatrice italiana.

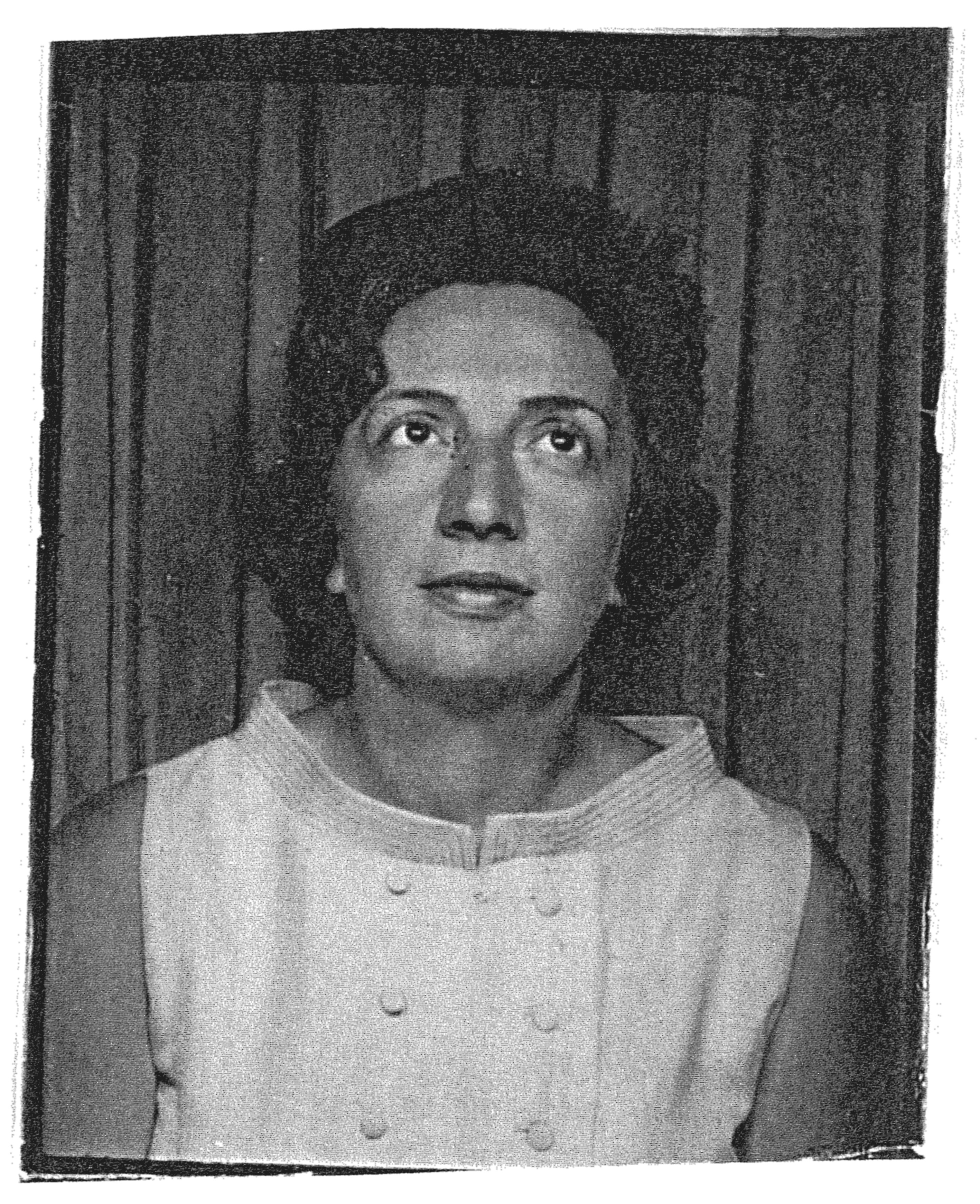
Una foto giovanile di Rachele negli anni '50 del Novecento

Ha lasciato un’eredità artistica composta da circa 1600 opere tra sculture, bassorilievi, disegni, acquerelli, tempere, la quasi totalità di queste opere raffigurano donne, che attualmente sono in corso di catalogazione dall’Associazione Archivio Rachele Bianchi. Suo il monumento Personaggio posato nel 2019 in Via Vittor Pisani, unica opera dedicata alla Donna di Milano.

## Biografia
“Con la saggezza della mia età, posso dire di amare e abbracciare tutto quello che ho saputo realizzare, di notte e di giorno, con la frenesia delle idee e la lentezza delle mani che invecchiano, mai stanche, e con un cuore, il mio, che mi piace pensare e desiderare che sia sempre giovane.”
(R. Bianchi, Riflessioni, 2004)

### Formazione e primi lavori (1925-1961)
Rachele Bianchi nasce in una famiglia di industriali milanesi. Frequenta l’Istituto Ghislanzoni delle suore Orsoline di San Carlo di Milano, una formazione classica che la porta a scoprire la sua grande passione: l’arte.
Subito dopo la guerra Rachele Bianchi fatica ad essere compresa all’interno della sua famiglia, ed è solamente grazie al padre Augusto che Rachele può proseguire gli studi artistici frequentando per corrispondenza, il Metodo 3A dell’Accademia Artisti Associati di Milano, coordinato da Franco Mosca.
Fin dai primi anni Cinquanta produce un elevato numero di opere. Le prime (databili dalla fine degli anni Quaranta fino al 1955) sono per lo più tempere su carta e disegni a matita dove ritrae dal vero nudi femminili.
La sua vita è una continua ricerca e sperimentazione e gli anni Cinquanta sono quelli della scoperta della materia e dei volumi. Bassorilievi, paesaggi in terracotta e gesso, piccole figure sono modellati senza l’uso del tornio, e spesso riguardano temi religiosi o legati all’infanzia e alla maternità.
Nel 1959 Rachele Bianchi e Gianmaria Bariona (dirigente della Banca Commerciale Italiana) si sposano, e nel 1960 nasce la prima figlia: Augusta.

### Maternità e sperimentazione (1961-1993)
Rachele Bianchi, donna borghese, moglie e dal 1966 madre per la seconda volta di Giuseppe, non rinuncia mai alla sua arte, ma diventa un’artista “isolata per scelta” e nella sua casa di via Parini inizia un periodo di sperimentazione e di avvicinamento a temi nuovi fino a quel momento non affrontati.
Inizia infatti la produzione di piccole sculture, altorilievi e bassorilievi in gesso, terracotta, marmo e bronzo. Ricordiamo per esempio due piccole Maternità in bronzo dorato (1961 e 1962): il corpo della madre è un unico blocco che si apre in una cavità pronta ad accogliere il bambino. Due opere preziose e silenziose che raccontano l’esperienza di essere madre.
All’inizio degli anni Settanta, nello stesso periodo della morte di suo padre Augusto e della separazione da suo marito, Rachele Bianchi inizia la realizzazione dei suoi Personaggi, che costituiscono forse l’emblema di tutta la sua produzione.
Nelle opere di Rachele la figura maschile è pressoché assente, ma le protagoniste sono figure di donne, spesso in piedi, avvolte in pesanti vestiti o mantelli geometrici simili a scudi, con un'estetica dal sapore primitivo.
Negli stessi anni Rachele Bianchi produce anche una serie di disegni, composizioni geometriche con linee dal taglio netto quasi esclusivamente con matita rossa e blu, che riprendono il gesto scultoreo, come se fossero degli studi e delle riflessioni sulla sua produzione volumetrica.

### L'opera matura (1993-2018)

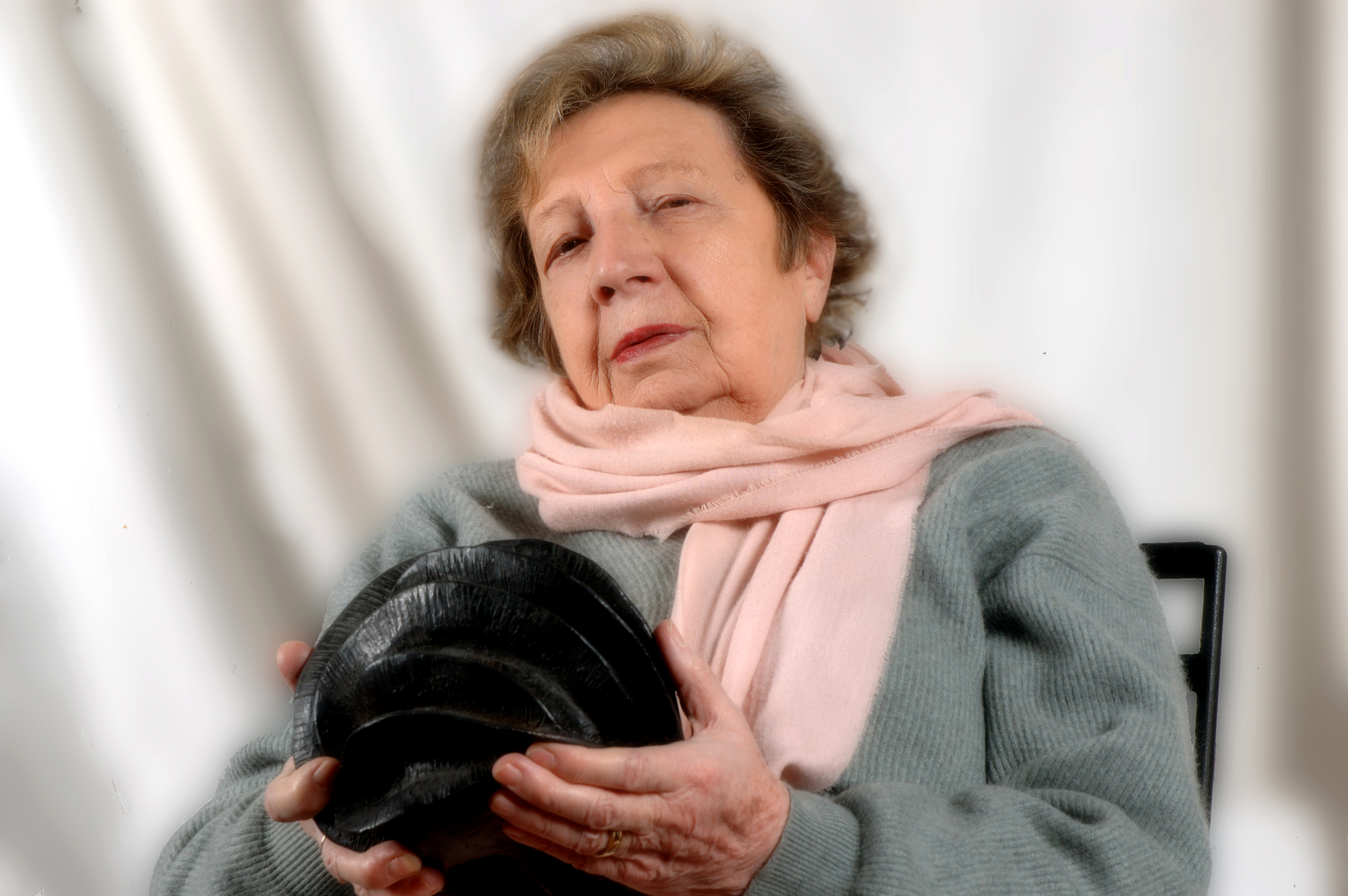
Rachele Bianchi nel 2006, con l'opera "Testa" del 1995

Negli anni Novanta Rachele Bianchi conosce Ada Zunino, donna del mondo dell’arte specializzata in scultura italiana e internazionale. Ada Zunino si interessa all’opera della Bianchi e nel 1993 organizza la prima mostra nella sua galleria.
Questi anni si possono considerare il momento di maturità dell’artista, il cui lavoro si sviluppa in più direzioni. Realizza opere ispirandosi alla sua passione per la letteratura (bassorilievi bronzei dai titoli come Il processo, Nella colonia penale, Il castello di Kafka e Il deserto dei Tartari), riprende il tema della Coppia, già accennato negli anni Ottanta, ma ora investigato e ricercato attraverso sculture in bronzo, e comincia a produrre anche sculture su scala monumentale.
Sono anni di grande produzione e soprattutto di evoluzione per l’opera di Rachele, che alla fine degli anni Novanta abbandona le linee dure e le forme simili ad armature che fino a quel momento avevano caratterizzato i suoi Personaggi, e inizia a produrre sculture dalle forme più dolci, con vestiti fatti da onde e balzi e volti con sguardi più rasserenati.
Gli ultimi anni della sua produzione sono rappresentati da un ritorno alla pittura e al disegno. 
Artista originale e instancabile, Rachele Bianchi muore all’età di 93 anni, il 22 settembre 2018. A partire da questo momento la cura e lo studio del deposito artistico viene affidata allo storico Giorgio Uberti.
A un anno dalla sua morte, in via Vittor Pisani a Milano, è stato installato un “Personaggio”, prima statua raffigurante una donna e realizzata da una donna a diventare monumento pubblico cittadino.

## Riconoscimenti
Nel 2002, nell’ambito della XIV edizione del Premio delle arti premio della cultura riceve dallo storico dell’arte Carlo Franza il premio per la carriera con la seguente motivazione: «Tradizione e nuovo caratterizzano tutto il lavoro scultoreo di Rachele Bianchi, ormai incorniciato in un paradiso di valori dalla critica più illustre».
Sempre nel 2002 l’artista ha ricevuto dall’Arcivescovo di Milano, Dionigi Tettamanzi, la Grande Medaglia, destinata ai cittadini insigni.
Nel 2005 nell’ambito della XVII edizione del Premio delle arti premio della cultura riceve dallo storico dell’arte Carlo Franza il premio per la scultura con la seguente motivazione: «la sua scultura contiene da una parte la ricchezza essenziali e dall’altra la libertà delle forme, porgendo così sfide nuove alla frontiera culturale del nostro tempo».
Il 17 giugno 2011 riceve a Roma il prestigioso Premio “Ignazio Silone” per la cultura con la seguente motivazione: «Considerata unanimemente da molti critici “una delle più interessanti scultrici nel panorama italiano femminile”, è un esempio esplicito di artista capace di filtrare l’avvicendamento e di creare questa difficile fusione nella materia scultorea».
Il 2 novembre 2019, a un anno dalla sua morte, il nome di Rachele Bianchi è iscritto tra i cittadini benemeriti e illustri nel famedio del cimitero monumentale di Milano.

## Opere principali e loro collocazione
Alcune opere di Rachele Bianche sono state collocate in vari ambiti pubblici e privati in Italia e in Europa. Tra le principali opere scultoree ricordiamo:
- Figura. Marmo serpentino di 190 centimetri del 1971. Presso la biblioteca civica “Ezio Vanoni” di Morbegno (Sondrio).
- Figura.  Marmo serpentino di 180 centimetri del 1971. Presso il Parco Centrale di Renate (Monza e Brianza)
- Donna in piedi. Bronzo di 151 centimetri fuso nel 1994 su progetto del 1983. Presso il Palazzo Juvarra-Sartor di Montebelluna (Treviso).
- Dieci formelle del 1995 in bronzo apposte sul portale principale e sulla porta laterale della chiesa parrocchiale di Renate (Monza e Brianza).
- La caduta. Bronzo di 300 centimetri del 1995. Presso il Parco della Rimembranza di Teglio (Sondrio).
- Personaggio. Bronzo di 162 centimetri del 1996. Presso il Teatro Manoel di La Valletta (Malta).
- Personaggio. Bronzo di 180 centimetri del 1996. Presso la Biblioteca Nazionale Centrale di Roma.
- Donna. Marmo serpentino di 157 centimetri del 1997. Presso il Palazzo Comunale di Teglio (Sondrio).
- Donna di Calabria. Bronzo di 152 centimetri del 1997. Presso Piazza Parraiso a Cosenza.
- Grande Simbiosi. Due bronzi dorati di 180 centimetri del 2001. Il primo collocato presso l’Istituto Italiano di Cultura di Atene (Grecia), il secondo presso il Palazzo Columbus di Milano.
- Personaggio. Due bronzi di 310 centimetri fusi nel 2001 su disegno del 1980. Il primo collocato presso il Parco San Carlo di Marnate (Varese), il secondo presso il Parco del Museo di Sondrio.
- La donna e il futuro. Bronzo di 250 centimetri del 2005. Presso il Museo del Parco di Portofino (Genova).
- L’Unione. Bronzo di 250 centimetri del 2007; opera  voluta e collocata  a cura dello Storico dell'Arte Prof. Carlo Franza e dal  Presidente della Fiera di Milano  presso la Fiera di Rho-Milano.
- L’abbraccio del mondo. Bronzo di 200 centimetri del 2008, a  Loreto (Ancona) sulla Strada Provinciale 77 della Val di Chienti; opera voluta dallo Storico dell'Arte Prof. Carlo Franza e dall'Amministrazione Comunale.  .
- Bosco. Bassorilievo in terracotta di 300x200 centimetri del 2010, su modello di un bassorilievo degli anni Sessanta. Collocato sul muro di Palazzo Botton a Castellamonte (Torino).
- Personaggio. Bronzo di 360 centimetri del 2014 su progetto del 1999. Presso via Vittor Pisani, Milano.

## Eredità
A un anno di distanza dalla scomparsa dell’artista si è costituita l’Associazione culturale Archivio Rachele Bianchi per dare visibilità e continuità al suo lavoro, ma anche per sostenere l’importanza culturale e sociale delle donne nel mondo: in tutta la sua produzione infatti, l’artista ha cercato di esprimere i dubbi, le gioie e le sofferenze dell’essere donna, disegnando il mondo da un punto di vista femminile.
L’Associazione Archivio Rachele Bianchi procederà dunque a studiare, documentare, autenticare, archiviare l’opera dell’artista, con l’obiettivo di realizzare un catalogo generale; un lavoro di documentazione che non si fermerà soltanto al lavoro ma comprenderà anche la vita personale e professionale dell’artista.
L’Associazione si impegnerà nell'organizzazione di eventi, nella promozione di esposizioni in Italia e all’estero che possano concorrere alla valorizzazione di Rachele Bianchi. Grande impegno verrà inoltre dedicato alla tutela della sua opera da contraffazioni o illeciti e alla certificazione di ogni suo lavoro.
Nel nome dell’importanza che il tema del Femminile ha sempre avuto nella vita e nell’opera dell’artista, l’Associazione Archivio Rachele Bianchi vuole impegnarsi anche nella valorizzazione e nella formazione di nuovi talenti, promuovendo iniziative di sostegno alla giovane arte contemporanea femminile.

### Mostre ed eventi
- L'espressività del silenzio (La expresividad del silencio), dal  12 giugno al 12 luglio 2013, Istituto Italiano di Cultura di Barcellona, a cura di Esther García Portugués.[3]

- La Donna secondo Rachele Bianchi: settant'anni di trasformazioni è la prima mostra che inaugura l'Archivio Rachele Bianchi. L’inaugurazione si è tenuta il 2 marzo 2021 in occasione della manifestazione culturale Museo City, manifestazione alla quale l'Archivio aderisce dalla sua nascita.[4] A partire dai grandi interrogativi delle donne nel dopoguerra, è presentato lo sguardo di una donna sull'universo femminile in trasformazione. Attraverso una selezione di opere dell'artista Rachele Bianchi il pubblico è condotto in un percorso virtuale fatto di tecniche, materiali, colori e forme.

- La Donna S(v)elata è una mostra in collaborazione con AitArt - Associazione Italiana Archivi d'Artista, dove si può trovare anche una testimonianza audio di Giuseppe Bariona, Presidente dell’Associazione Archivio Rachele Bianchi e figlio dell'artista.[5]

### Menzioni
- Franco Fornari, Coinema e icona, Biblioteca di Scienze dell'uomo, Il saggiatore, 1979.
- E. Palmieri, E. Pontiggia, Artiste. Presenze femminili, Castello Sforzesco, Viennepierre Edizioni, 1999. ISBN 88-86414-36-6.
- Pietro Zovatto, Col Vento del Millennio, Al colle, Trieste, 2000. Edizioni Parnaso, 2000
- Vittorio Amedeo Sacco, Il teatro dell'anima, Città di Castellamonte, Stendhal, 2001.
- Franco Ferrarotti, Corpo, Dio. Il piacere della carne, Saggistica, Verso l'arte edizioni, 2010. ISBN 978-88-95894-50-8.